# Gillette, Wyoming
Gillette är en stad (city) i Campbell County i delstaten Wyoming i USA, med 29 087 invånare vid 2010 års folkräkning. Gillette är administrativ huvudort (county seat) i Campbell County. 
Gillette ligger i ett område där stora mängder kol, olja och naturgas utvinns, och staden kallar sig "Energy Capital of the Nation" på grund av regionens viktiga roll i USA:s energiproduktion; omkring en tredjedel av USA:s kol bryts i Wyoming. Befolkningstillväxten har i många år varit kraftig och från år 2000 till år 2010 ökade befolkningen med 48 procent, vilket gör staden till Wyomings fjärde största stad.

## Historia
Gillette blev självständig stad 6 januari 1892, mindre än två år efter att delstaten Wyoming grundades. Staden är döpt efter Edward Gillette, en lantmätare som arbetade för Chicago, Burlington and Quincy Railroad. 
År 1974 myntade den amerikanska psykologen ElDean Kohrs begreppet Gillette Syndrome: social oro som kan uppstå i ett samhälle på grund av snabb befolkningstillväxt. Under 1960-talet dubblerades stadens befolkning på ett decennium, från 3 580 till 7 194 invånare. Kohrs föreslog att sådan befolkningstillväxt resulterade i ett samhällstillstånd känt som Gillettesyndromet, och resulterar i ökad brottslighet, höga levnadskostnader och svaga sociala och samhälleliga band mellan invånarna.

## Näringsliv
Till ortens största arbetsgivare hör energiföretaget Cloud Peak Energy.

## Kommunikationer
Staden genomkorsas av motorvägen Interstate 90, samt de federala landsvägarna Route 14 och Route 16.